# ArenaNet
Das in Bellevue bei Seattle ansässige Spielestudio ArenaNet wurde von den ehemaligen Blizzard-Mitarbeitern Mike O’Brien, Patrick Wyatt und Jeff Strain im März 2000 gegründet. Zunächst hieß die Firma Triforge, wurde aber bereits im August 2000 in ArenaNet umbenannt. Die Gründer waren zuvor bereits an der Entwicklung erfolgreicher Titel wie Warcraft, Diablo, Warcraft 2: Tides of Darkness, StarCraft, StarCraft: Broodwar, Diablo 2 und Warcraft 3 sowie der Onlineplattform Battle.net beteiligt. Andere Mitarbeiter rekrutierten sie aus dem Pool ihres alten Arbeitgebers Blizzard Entertainment – besonders betroffen war die Außenstelle Blizzard North.
Ihr Erstlingswerk war das Onlinespiel Guild Wars, das von ArenaNet als „Competitive Online Roleplaying Game“ (CORPG) vermarktet wurde.
ArenaNet wurde 2002 vom südkoreanischen Publisher NCsoft übernommen. 2008 bündelte NCsoft seine Aktivitäten in Nordamerika und Europa im neuen Tochterunternehmen NC West. Jeff Strain und Patrick Wyatt übernahmen daraufhin leitende Positionen bei NC West. Aber bereits 2009 verließ Jeff Strain NC West wieder und gründete das neue Spielstudio Undead Labs. Seinem Beispiel folgte 2009/10 eine größere Anzahl von Mitarbeitern und schloss sich seiner neuen Firma an. Auch Patrick Wyatt verließ Anfang 2010 NC West und wurde Chief Operations Officer (COO) der Firma En Masse Entertainment.
Am 3. Oktober 2019 gab das letzte verbliebene Gründungsmitglied und Geschäftsführer, Mike O’Brien, bekannt, dass er seine Geschäftsführerstelle aufgab, da er mit den anderen Entwicklern von Guild Wars 2 ein neues Studio gründete. Die Stelle als Geschäftsführer übernahm Mike Zadorojny.

## Veröffentlichungen
- Guild Wars (28. April 2005, CORPG)
- Guild Wars: Factions (28. April 2006, Stand-Alone-Add-on)
- Guild Wars: Nightfall (27. Oktober 2006, Stand-Alone-Add-on)
- Guild Wars: Eye of the North (31. August 2007, Add-on)
- Guild Wars 2 (28. August 2012)
- Guild Wars 2: Heart of Thorns (23. Oktober 2015)
- Guild Wars 2: Path of Fire (22. September 2017)
- Guild Wars 2: End of Dragons (28. Februar 2022)
- Guild Wars 2: Secrets of the Obscure (22. August 2023)
- Guild Wars 2: Janthir Wilds (20. August 2024)